# El Divisadero
El Divisadero è un comune del dipartimento di Morazán, in El Salvador.

## Geografia antropica

### Suddivisioni amministrative
Il comune è diviso in 7 cantones: Loma Larga, Villa Modelo, Llano de Santiago, Loma Tendida, San Pedro Rio Seco, Santa Anita e Nombre de Jesús.